# Adoxeae
Adoxeae, tribus moškovičevki smješten u potporodicu Adoxoideae. Sastoji se od tri monotipična roda, sa tri vrste zeljastog bilja od kojeg je najvažnija moškovica iz Euroazije i Sjeverne Amerike. Ostasle dvije vrste su iz Kine.
U Hrvatskoj raste obična moškovica, Adoxa moschatellina.

## Rodovi
1. Sinadoxa C. Y. Wu, Z. L. Wu & R. F. Huang (1 sp.)
2. Tetradoxa C. Y. Wu (1 sp.)
3. Adoxa L. (1 sp.)